# Ashley Jensen
Ashley Samantha Jensen (ur. 11 sierpnia 1969 w Annan) – szkocka aktorka. Występowała w serialach w Brzydula Betty oraz Statyści.
W styczniu 2007 roku wyszła za Terence’a Beesleya. Jest właścicielką posiadłości w Umbrii we Włoszech.

## Nagrody i nominacje
- 2005 – nagroda dla najlepszej aktorki komediowej w Statystach British Comedy Award
- 2006 – nominacja dla serialu Statyści w kategorii najlepszy występ w serialu komediowym British Academy of Film and Television Arts
- 2006 – nagroda dla najlepszej aktorki komediowej za rolę w Statystach Rose d’Or Light Entertainment Festival
- 2007 – nagroda zbiorowa dla najlepszej ekipy serialu komediowego Ugly Betty Screen Actors Guild Awards